# Colégio IPA
O Centro Universitário Metodista – IPA, antigo Porto Alegre College e Instituto Porto Alegre, foi uma instituição de ensino superior gaúcha. Fundado em fevereiro de 1923, encerrou as atividades do ensino superior em 2024.

## História
Fundado pela Igreja Metodista Episcopal do Sul dos EUA (hoje, Igreja Metodista Unida) em 1923, funcionou, inicialmente, em um sobrado na esquina das ruas Marechal Floriano e Salgado Filho. O bispo John Moroe Moore é considerado o seu fundador. No ano seguinte, foi transferido para o "morro milenar" (Alto Petrópolis), em Porto Alegre, Rio Grande do Sul.
Na década de 1970, com a aula inaugural da Escola Superior de Educação Física (ESEF) iniciou-se o IPA na educação superior.
Em 2003, as séries iniciais e o ensino fundamental do antigo Colégio IPA foram integrados ao Colégio Americano e, em 2004, o IPA passou a abrigar apenas os cursos de graduação da Rede Metodista de Educação IPA.

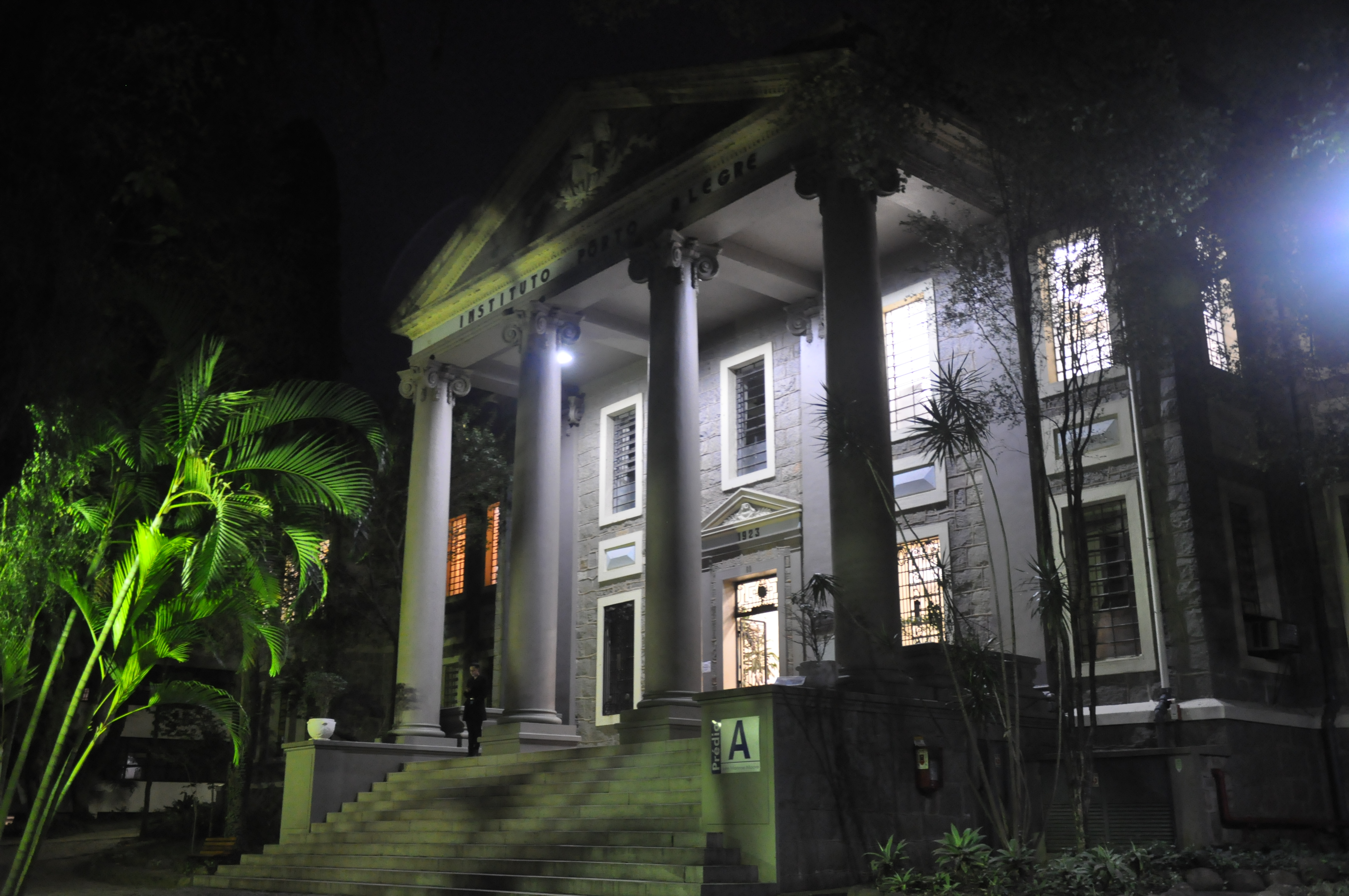
Prédio histórico do Centro Universitário Metodista – IPA, no bairro Rio Branco, em Porto Alegre

O 17º Concílio Geral da Igreja Metodista, realizado em Maringá, estado do Paraná, decidiu que todas as instituições educacionais da Igreja que mantivessem ensino superior deveriam passar para a administração da área geral. Sendo assim, novos Conselhos Diretores foram sendo organizados, com membros não só da região eclesiástica onde essas instituições estavam localizadas, mas também de outras regiões.
O IPA e o IMEC, já fusionados e sob a administração de um só Conselho Diretor, passaram para a área geral com a instituição de um novo conselho que manteve ainda na direção executiva dirigentes que já estavam em seus cargos. O Colégio União também passou para à área geral e ficou sob o mesmo Conselho Diretor das instituições da Capital.
Muitos grupos de trabalho foram organizados em 2002, para reestruturarem funcionalmente as instituições, prevendo, inclusive, a transformação das três faculdades (Ciências da Saúde, Fonoaudiologia e Nutrição, e Administração) em Centro Universitário. Em setembro de 2004, foi aprovada essa transformação pelo MEC e as Faculdades passaram a integrar o Centro Universitário Metodista IPA.
Ainda em 2002, com a fusão do IPA, do IMEC e do União, foi criada a Rede Metodista de Educação IPA. No final do ano, a Rede reorganizou seus campi em planejamento para o próximo ano: no campus Americano, a educação infantil, ensino fundamental e o ensino médio; no Campus IPA, a educação superior; no Campus União, a educação básica completa.
A instituição entrou em recuperação judicial em 2021. Dois anos depois, o terreno e os prédios ociosos foram leiloados para a Cyrela. Dos 41,4 mil m² da área, a empresa poderá usar cerca de 26,7 mil m². O resto do espaço e três prédios tombados permanecem com a Associação da Igreja Metodista.
Em março de 2024, a reitora Vera Elaine Marques Maciel anunciou o fim das atividades do ensino superior. Um andar da instituição foi alugado para a Ulbra instalar o curso de medicina. Os colégios Americano e União continuam funcionando. Em novembro do mesmo ano, os prédios históricos do IPA, do Americano e do União foram leiloados para a empresa DLS.
1. 1 2  Guerra, Giane; Netto, Vitor (19 de março de 2024). «Instituição centenária de educação, IPA encerra Ensino Superior». GZH. Consultado em 4 de outubro de 2024
2. ↑  Giussani, Daniel; Guerra, Giane (7 de março de 2023). «Construtora vence leilão de terreno e parte dos prédios do IPA em área tradicional de Porto Alegre». GZH. Consultado em 4 de outubro de 2024
3. ↑  «Em parceria, empresas arrematam IPA e Colégio Americano em leilão». Jornal do Comércio. 5 de novembro de 2024. Consultado em 6 de novembro de 2024